# Grand Prix Formule 1 van Groot-Brittannië 1999
De Grand Prix Formule 1 van Groot-Brittannië 1999 werd gehouden op 11 juli 1999 op Silverstone.

## Verslag
Tijdens de eerste start bleven Jacques Villeneuve en Alessandro Zanardi  staan,  waardoor de race werd stilgelegd.  Het veld was inmiddels al bijna halverwege de eerste ronde.  Op het moment dat de rode vlag uitkwam weigerden de achterremmen van de Ferrari van Michael Schumacher dienst en vloog hij hard in de bandenstapels in Stowe Corner.  Hierbij brak Schumacher een been,  wat voor hem het einde betekende van zijn strijd om het wereldkampioenschap.
Bij de tweede start ging het wel goed en leidde Mika Häkkinen de race,  tot hij een probleem kreeg met de wielmoer van zijn linker achterwiel. In de volgende ronde verloor hij zijn achterwiel en kon hij opnieuw naar de pits. Häkkinen werd opnieuw de baan opgestuurd,  maar zou niet veel later opgeven.  De overwinning was voor zijn teamgenoot David Coulthard,  voor Eddie Irvine.

## Uitslag
| Positie | Nummer | Rijder                | Team               | Ronden | Tijd/Opgave         | Startplaats | Punten |
| ------- | ------ | --------------------- | ------------------ | ------ | ------------------- | ----------- | ------ |
| 1       | 2      | David Coulthard       | McLaren-Mercedes   | 60     | 1:32:30.144         | 3           | 10     |
| 2       | 4      | Eddie Irvine          | Ferrari            | 60     | +1.829              | 4           | 6      |
| 3       | 6      | Ralf Schumacher       | Williams-Supertec  | 60     | +27.411             | 8           | 4      |
| 4       | 8      | Heinz-Harald Frentzen | Jordan-Mugen-Honda | 60     | +27.789             | 5           | 3      |
| 5       | 7      | Damon Hill            | Jordan-Mugen-Honda | 60     | +38.606             | 6           | 2      |
| 6       | 12     | Pedro Diniz           | Sauber-Petronas    | 60     | +53.643             | 12          | 1      |
| 7       | 9      | Giancarlo Fisichella  | Benetton-Playlife  | 60     | +54.614             | 17          |        |
| 8       | 16     | Rubens Barrichello    | Stewart-Ford       | 60     | +1:08.590           | 7           |        |
| 9       | 19     | Jarno Trulli          | Prost-Peugeot      | 60     | +1:12.045           | 14          |        |
| 10      | 10     | Alexander Wurz        | Benetton-Playlife  | 60     | +1:12.123           | 18          |        |
| 11      | 5      | Alessandro Zanardi    | Williams-Supertec  | 60     | +1:17.124           | 13          |        |
| 12      | 17     | Johnny Herbert        | Stewart-Ford       | 60     | +1:17.709           | 11          |        |
| 13      | 18     | Olivier Panis         | Prost-Peugeot      | 60     | +1:20.492           | 15          |        |
| 14      | 11     | Jean Alesi            | Sauber-Petronas    | 59     | +1 Ronde            | 10          |        |
| 15      | 21     | Marc Gené             | Minardi-Ford       | 58     | +2 Rondes           | 22          |        |
| 16      | 15     | Toranosuke Takagi     | Arrows             | 58     | +2 Rondes           | 19          |        |
| NF      | 23     | Ricardo Zonta         | BAR-Supertec       | 41     | Ophanging           | 16          |        |
| NF      | 1      | Mika Häkkinen         | McLaren-Mercedes   | 35     | Wiel                | 1           |        |
| NF      | 22     | Jacques Villeneuve    | BAR-Supertec       | 29     | Aandrijving         | 9           |        |
| NF      | 20     | Luca Badoer           | Minardi-Ford       | 6      | Versnellingsbak     | 21          |        |
| NF      | 14     | Pedro de la Rosa      | Arrows             | 0      | Versnellingsbak     | 20          |        |
| DNS     | 3      | Michael Schumacher    | Ferrari            | 0      | Blessure na ongeluk | 2           |        |

## Wetenswaardigheden
- Damon Hill besloot na een vijfde plaats zijn seizoen toch voort te zetten.

## Statistieken
| Pole-position | Mika Häkkinen | McLaren-Mercedes | 1:24.804 |
| Snelste ronde | Mika Häkkinen | McLaren-Mercedes | 1:28.309 |

## Noot
- Dit was de tiende snelste ronde voor Mika Häkkinen.
- Vijfde podiumplaats voor Ralf Schumacher.
- Vijfde Grand Prix-winst voor David Coulthard.

1926 · 1927 · 1948 · 1949 · 1950 · 1951 · 1952 · 1953 · 1954 · 1955 · 1956 · 1957 · 1958 · 1959 · 1960 · 1961 · 1962 · 1963 · 1964 · 1965 · 1966 · 1967 · 1968 · 1969 · 1970 · 1971 · 1972 · 1973 · 1974 · 1975 · 1976 · 1977 · 1978 · 1979 · 1980 · 1981 · 1982 · 1983 · 1984 · 1985 · 1986 · 1987 · 1988 · 1989 · 1990 · 1991 · 1992 · 1993 · 1994 · 1995 · 1996 · 1997 · 1998 · 1999 · 2000 · 2001 · 2002 · 2003 · 2004 · 2005 · 2006 · 2007 · 2008 · 2009 · 2010 · 2011 · 2012 · 2013 · 2014 · 2015 · 2016 · 2017 · 2018 · 2019 · 2020 · 2021 · 2022 · 2023 · 2024 · 2025 · 2026 · 2027 · 2028 · 2029 · 2030 · 2031 · 2032 · 2033 · 2034